# 陳熙蕊
陳熙蕊（英語：Blossom Chan Hei Yui，1993年9月11日—），香港女演員及節目主持，《2019年度香港小姐競選》友誼小姐，現為無綫電視經理人合約藝員。

## 簡歷
陳熙蕊早年在香港島西環居住，曾就讀太陽島英文幼稚園（卑路乍街分校）和聖公會呂明才紀念小學。她初中時於匯知中學唸書，2009年讀畢中三後前往澳洲黃金海岸歐聖斯中學（All Saints Anglican School）完成其餘三年中學課程，2011年修讀昆士蘭大學工商管理學士學位（主修國際商業、副修藝術）。2013年開始在霍利斯特杭亭頓海灘分店任職售貨員，2014年12月至2015年3月於 Abercrombie & Fitch（香港）當過全職售貨員，2015年7月到2016年3月間在友邦保險、香港齊比有限公司（The Molecule Marketing Limited），以及在 JP Navi 擔任財務管理 / 市場實習生。
2016年12月，陳熙蕊在大學畢業後就開設 YouTube 個人頻道教授化妝技巧，擔任直播平台主播和美容顧問。2017年6月，她參加《澳洲華裔小姐競選》（布里斯班賽區），但三甲不入。2019年5月參加《中國好聲音》布里斯班區海選，總成績排第四，並奪得最具潛力獎同優異獎。同年6月，她報名參選《2019年度香港小姐競選》，最後獲得「友誼小姐」獎，後在10月簽約成為無綫電視經理人合約藝員。

## 演出作品

### 電視劇
| 首播     | 劇名                   | 角色       |
| 無綫電視 |                        |            |
| 2020年   | 踩過界II               | 陪審員     |
| 2021年   | 七公主                 | 客 人      |
| 2021年   | 七公主                 | 途 人      |
| 2021年   | 七公主                 | Luna       |
| 2021年   | 七公主                 | 侍 應      |
| 2021年   | 七公主                 | 觀 眾      |
| 2021年   | 智能愛人               | Yanny      |
| 2021年   | 把關者們               | 招蔚詩     |
| 2021年   | 我家無難事             | 半刻客人   |
| 2021年   | 我家無難事             | 模特兒     |
| 2021年   | 我家無難事             | 職 員      |
| 2021年   | 我家無難事             | 學 生      |
| 2021年   | 我家無難事             | 護 士      |
| 2021年   | 換命真相               | 中學生     |
| 2021年   | 拳王                   | 參加者     |
| 2021年   | 拳王                   | 客 人      |
| 2021年   | 拳王                   | 賓 客      |
| 2021年   | 異搜店                 | 護 士      |
| 2022年   | 十八年後的終極告白2.0  | 梁慰敏     |
| 2022年   | 童時愛上你             | 模特兒     |
| 2022年   | 回歸                   | KOL        |
| 2022年   | 白色強人II             | 立法會秘書 |
| 2022年   | 黯夜守護者             | Amy        |
| 2022年   | 美麗戰場               | 潔 麗      |
| 2022年   | 超能使者               | 老人院職員 |
| 2022年   | 輕·功                  | 新娘Model  |
| 2023年   | 有種好男人             | Gigi       |
| 2023年   | 黃金萬両               | 小 翠      |
| 2023年   | 新四十二章             | 基女友     |
| 2023年   | 隱形戰隊               | 收銀員     |
| 2023年   | 法言人                 | 年輕律師   |
| 2023年   | 隱門                   | 護 士      |
| 2024年   | 法證先鋒6 倖存者的救贖 | 趙心嵐     |
| 2025年   | 奪命提示               | 女 伴      |

### 綜藝節目
| 首播     | 節目名               |
| 無綫電視 |                      |
| 2019年   | 2019香港小姐競選決賽 |
| 2020年   | 2020香港小姐競選決賽 |
| 2020年   | 衝上雲霄大選         |
| 2021年   | 死因有可疑           |
| 2021年   | 明星運動會           |
| 2021年   | 醫醫，我不想再病了   |
| 2023年   | 2023香港小姐競選決賽 |

### 主持節目
| 首播     | 節目名        | 備註     |
| 無綫電視 |               |          |
| 2022年   | 港生活·港享受 | 主持之一 |

### 電影
| 首映   | 電影名 | 角色   |
| 2015年 | 12金鴨 | 中學生 |

## 曾獲獎項與提名
| 年份   | 獎項                              | 結果 |
| ------ | --------------------------------- | ---- |
| 2019年 | 2019香港小姐競選 友誼小姐         | 獲獎 |
| 2019年 | 2019香港小姐競選 「迷你權杖后冠」 | 獲獎 |

## 註腳
1. ↑  入學証明裡「McIntosh」這個字代表歐聖斯中學其中一間學生宿舍。

## 外部連結
- 陳熙蕊的Facebook專頁（私人）
- 陳熙蕊的Facebook專頁（公開）
- YouTube上的陳熙蕊頻道
- 陳熙蕊的Instagram帳戶
- 陳熙蕊的X（前Twitter）
- 2019香港小姐競選 - 6號 陳熙蕊 Blossom Chan - 佳麗檔案 - tvb.com

| 前任： 陳靜堯 | 香港小姐競選友誼小姐 2019年 | 繼任： 鄺美璇 |